# Абрискіно
Абрискіно — село в Нурлатському районі республіки Татарстан. Знаходиться за 19 км на північний захід від міста Нурлат.
За даними перепису 2000 року в селі проживало 270 жителів (чуваші). Основний вид діяльності населення — вівчарство. У селі є початкова школа, магазин, амбулаторія.

## Історія
Перші згадки належать до 1782 року.
Чисельність населення:
- 1792 — 66 людей
- 1859 — 307 людей
- 1897 — 531 людина
- 1908 — 614 людей
- 1920 — 829 людей
- 1926 — 712 людей
- 1938 — 652 людини
- 1949 — 540 людей
- 1958 — 458 людей
- 1970 — 586 людей
- 1979 — 507 людей
- 1989 — 290 людей
- 2000 — 270 людей

Включено до складу Якушкінського сільського поселення з центром в селі Якушкін.